# Natação nos Jogos Olímpicos de Verão da Juventude de 2014 - 100 m costas Moças
As provas de natação' dos' 100 m costas de moças nos Jogos Olímpicos de Verão da Juventude de 2014 decorreram a 17 e 18 de Agosto de 2014 no natatório do Centro Olímpico de Desportos de Nanquim em Nanquim, China. Clara Smiddy foi Ouro representando os EUA, sendo a Prata ganha por Jessica Fullalove (Grã-Bretanha). A neozelandesa Bobbi Gichard foi Bronze.

## Medalhistas
| Ouro   | USA Clara Smiddy      |
| Prata  | GBR Jessica Fullalove |
| Bronze | NZL Bobbi Gichard     |

## Resultados da final
| Pos.              | Linha | Nadadora              | Tempo total | Diferença |
| ----------------- | ----- | --------------------- | ----------- | --------- |
| Medalha de ouro   | 5     | USA Clara Smiddy      | 1:01.22     |           |
| Medalha de prata  | 4     | GBR Jessica Fullalove | 1:01.23     | +0.01     |
| Medalha de bronze | 3     | NZL Bobbi Gichard     | 1:01.25     | +0.03     |
| 4                 | 6     | BRA Natalia de Luccas | 1:01.39     | +0.17     |
| 5                 | 8     | NED Maaike de Waard   | 1:01.56     | +0.34     |
| 6                 | 1     | RUS Irina Prikhodko   | 1:01.77     | +0.55     |
| 7                 | 2     | CAN Danielle Hanus    | 1:01.81     | +0.59     |
| 8                 | 7     | ITA Ambra Esposito    | 1:02.55     | +1.33     |